# ラビリンス (テレビドラマ)
『ラビリンス』は、1999年4月21日から同年6月30日まで、日本テレビ系列で放送されていた日本のテレビドラマ。放送時間は、毎週水曜22:00 - 22:54(JST)。

## 概要
渡部篤郎の日本テレビの連続ドラマの初主演作である。
音楽にアルゼンチンの高名な作曲家であるアストル・ピアソラが起用されており、音楽の著作権使用料が相当な多額となってしまうため、また、主題歌を務めた槇原敬之が覚醒剤取締法違反（所持）現行犯で逮捕されたため、現在でも映像ソフト化が実現していない。再放送も2000年に読売テレビの深夜2時台のドラマ再放送枠で一度行われたのみであったが、2017年6月から日テレプラスで17年の時を経て再放送された。

## あらすじ
優秀な外科医である野崎悠一郎は、自らの医療ミスを苦に自殺を図り、植物状態に陥った姉のために地方の病院に飛ばされる。その後、姉は「パピヨン」という言葉を残し死亡する。葬儀の際、野崎は元同僚だった橘川達也から、姉の婚約者だった園部克彦が学長の娘である倉沢さつきと結婚することになったと聞かされる。大学病院に復帰したものの、姉の医療ミスや自殺に強い疑問を抱いていた野崎は姉との交際を否定する園部に敵意を剥き出しにする。そして、園部もまた野崎を病院から追放しようと様々な策を仕掛ける。

## キャスト
- 野崎悠一郎：渡部篤郎
- 倉沢さつき：桜井幸子
- 佐原由梨絵：高橋由美子
- 橘川達也：保坂尚輝
- 小池京子：斎藤陽子
- 長谷川幹雄：北見敏之
- 明石教授：須永慶
- 倉沢美羽：初音映莉子
- 野崎奈津子：森口瑤子
- 倉沢秀三：中丸忠雄
- 園部克彦：内藤剛志

## 主題歌
- 「Hungry Spider」槇原敬之

## スタッフ
- 脚本：寺田敏雄
- 演出：雨宮望、倉田貴也、吉野洋
- プロデューサー：田中芳樹 (プロデューサー)
- 音楽：アストル・ピアソラ、小松亮太（編曲・演奏）
- 制作協力：5年D組
- 製作著作：日本テレビ

## 受賞歴
- 第21回ザテレビジョンドラマアカデミー賞[1][2]
  - 主演男優賞（渡部篤郎）
  - 劇中音楽賞

## サブタイトル・視聴率
| 1st door                                                   | 1999年4月21日 | 愛に殺される     | 11.7% |
| 2nd door                                                   | 1999年4月28日 | 奪ってやろうか?  | 10.9% |
| 3rd door                                                   | 1999年5月5日  | 白衣を着た悪魔   | 10.8% |
| 4th door                                                   | 1999年5月12日 | 愛と憎しみの限界 | 9.9%  |
| 5th door                                                   | 1999年5月19日 | 覗かれた手術室   | 10.4% |
| 6th door                                                   | 1999年5月26日 | 覆された医療ミス | 10.3% |
| 7th door                                                   | 1999年6月2日  | 私が､殺しました  | 10.0% |
| 8th door                                                   | 1999年6月9日  | パピヨンの正体   | 11.7% |
| 9th door                                                   | 1999年6月16日 | パピヨンの毒     | 11.5% |
| 10th door                                                  | 1999年6月23日 | 殺意の最終段階   | 11.0% |
| Last door                                                  | 1999年6月30日 | 死刑台の寝心地   | 12.2% |
| 平均視聴率 11.0%（視聴率は関東地区・ビデオリサーチ社調べ） |               |                  |       |